# Kočarji
Kočarji – wieś w Słowenii, w gminie Kočevje. W 2018 roku liczyła 28 mieszkańców.